# Пизя
Пизя (в верховье Северная) — река в Пермском крае России. Устье реки находится в 520 км по левому берегу Воткинского водохранилища. Длина реки составляет 38 км, площадь водосборного бассейна — 272 км².

## Притоки
- Засольная
- Шондиха
- 8 км: Соснова
- Афоничева
- Палчиха
- 13 км: Северная
- Марковка
- Первая Травная
- Травная
- Звозная
- Тайговка

## Данные водного реестра
По данным государственного водного реестра России относится к Камскому бассейновому округу, водохозяйственный участок реки — Кама от Камского гидроузла до Воткинского гидроузла, речной подбассейн реки — бассейны притоков Камы до впадения Белой. Речной бассейн реки — Кама.